# 1941 - Allarme a Hollywood
1941 - Allarme a Hollywood (1941) è un film del 1979 diretto da Steven Spielberg e interpretato da un cast d'insieme che include John Belushi, Dan Aykroyd e Ned Beatty.
Prima commedia nella filmografia del regista statunitense, la pellicola godette all'epoca di un altissimo budget di produzione, circa 35 milioni di dollari. Il pubblico però non rispose positivamente: in America incassò poco più di 31 milioni e si salvò dal fallimento grazie alla risposta del pubblico europeo, circa 60 milioni di dollari d'incasso per un totale di 92 milioni di dollari incassati, una cifra comunque bassa nella media dei film del regista.
Il fallimento commerciale in patria è probabilmente da attribuire alla filosofia che sta alla base della pellicola: 1941 è un film comico sulla follia della guerra che, volutamente, mette in ridicolo l'esercito americano e la gente di Hollywood, ritraendoli come incapaci; inoltre prende di mira altri valori americani, come la famiglia. Quindi la comicità "implosiva" del film non è stata molto apprezzata dal pubblico statunitense, senza dimenticare che la ferita per la guerra in Vietnam era ancora fresca e il pubblico sentiva il bisogno di vedere i propri valori esaltati e non sbeffeggiati.
Il film riunisce alcuni dei protagonisti del cinema comico statunitense degli anni ottanta: la sceneggiatura è opera di Robert Zemeckis e Bob Gale, lanciati proprio da Spielberg con questa pellicola, mentre, per la prima volta sul grande schermo, vengono affiancati Dan Aykroyd e John Belushi (un anno prima di The Blues Brothers, ma già compagni di scena dal 1975, per la prima stagione del Saturday Night Live). Nel cast, ricchissimo di stelle, sono presenti anche miti del cinema come Christopher Lee e Toshirō Mifune. La director's cut in lingua italiana è stata editata all'inizio degli anni ottanta, ed è reperibile solo in LaserDisc.

## Trama
Sei giorni dopo l'attacco di Pearl Harbor la California è preda dell'isteria, perché teme di essere la prossima vittima dei giapponesi. Nel nord nella California una donna che fa il bagno in mare vede arrivare un sommergibile nipponico, che si trova in quelle acque per colpire il simbolo dell'America, Hollywood. Dentro c'è il commodoro Akiro Mitamura, che non ha partecipato all'attacco di Pearl Harbor, e il capitano nazista Wolfgang von Kleinschmidt. Intanto ad Hollywood il giovane cuoco Wally Stephens, con il suo amico Dennis DeSoto, si allena, nella cucina del ristorante dove lavora, per la gara di ballo che avrà luogo quella sera nel locale della United Service Organizations sull'Hollywood Boulevard. Wally, non avendo capito che il ballo è riservato esclusivamente a marinai e soldati, vuole andarci con la sua ragazza, Elizabeth Douglas, i cui genitori, Joan e Ward Erbert Douglas, sono contrari al rapporto della figlia con Wally.
Nel frattempo nella Valle della Morte atterra in una stazione di servizio un aereo da guerra P-40 Warhawk proveniente da San Francisco, con a bordo un asso d'aviazione mezzo matto, il capitano Wild Bill Kelso, che fa saltare la stazione di servizio nel tentativo di riacchiappare il proprio aereo sfuggito mentre stava facendo il pieno. Intanto il generale Joseph Warren Stilwell, all'aeroporto di Los Angeles, calma la nazione con un bel discorso sulla possibilità quasi nulla di attacco giapponese contro Hollywood. In uno degli aerei ivi parcheggiati intanto il capitano Loomis Birkhead sta corteggiando Donna Stratton: i due, per errore, sganciano una bomba che esplodendo rende inutili i discorsi rassicuranti del generale Stilwell. Intanto il sommergibile giapponese si muove, ma quando la bussola e parte dei macchinari si guastano, i giapponesi devono rapire un americano per farsi dire l'esatta direzione per Hollywood. Rapiscono un certo Hollis P. Wood, il quale, quando capisce il loro obiettivo, non parla e addirittura inghiotte la bussola trovata nelle sue patatine. I giapponesi agiscono con la forza e con olio di ricino, ma Hollis riesce a scappare. Nel frattempo il vicino di Ward Douglas, Angelo Scioli, ingaggia due persone per salire su una ruota panoramica a fare la vedetta sul mare: Claude Crumn, che soffre di vertigini, e un ex paziente del manicomio, Herbie Kazlminsky, con un pupazzo.
Calata la sera, il generale Stilwell va tranquillo a vedere Dumbo, che in quel momento esce al cinema. Il capitano Birkhead, sfruttando un messaggero proveniente dal fronte, prende con sé Dana e va sulle linee del pazzo colonnello Maddox. Con la scusa di andare a sacrificarsi per la patria, i due si fanno dare un aereo da Maddox e con l'intenzione di "divertirsi" insieme si dirigono verso Hollywood. Loomis però non sa pilotare l'aereo. Intanto si sta aprendo la danza al salone "USO" e Wally ci va con l'intento di ballare con Betty, ma anche il prepotente caporale Chuck Sitarski vuole andare con la ragazza al ballo. Dopo un lungo inseguimento tra i due, scoppia una violenta rissa tra marinai e militari dell'Esercito. Il sommergibile intanto, usando la radio di Hollis, localizza Hollywood, facendo rotta verso la città. Nello stesso tempo, il capitano Wild Bill Kelso atterra sulla base di Maddox, il quale lo rifornisce e lo manda verso Hollywood, dicendogli che la città è in pericolo. Contemporaneamente il capitano Loomis e Dana arrivano sopra Hollywood con il loro aereo, che viene scambiato per giapponese, facendo scattare l'allarme rosso: tutti i militari di Los Angeles si mettono a sparare all'impazzata con tutte le armi, dalle batterie antiaeree ai mitra, scatenando così il panico.
Anche il capitano Wild Bill Kelso prende quell'aeroplano per giapponese e lo insegue, sparandogli raffiche di mitragliatrice. L'aereo di Loomis viene abbattuto da Kelso, ma a colpire lui ci pensa il pazzo Herbie sulla ruota panoramica. Quando Kelso si schianta sull'Hollywood Boulevard rivela per primo di aver avvistato il sommergibile nipponico giunto a destinazione. A contempo la rissa alla USO ancora continua, fino a quando non viene sedata da un gruppo di militari con un carro armato, capeggiati dal sergente Frank Tree. Nel carro armato ci sono anche Ogden Johnsone e il soldato Foley, che insieme a Tree si dirigono al porto con lo scopo di bombardare i giapponesi usando il loro carro armato. A bombardare il sommergibile ci sono anche i Douglas e i loro vicini col cannone nel giardino di Ward. Sul tank ci sono anche Wally e Betty, che hanno sistemato Stretch lasciandolo con l'amica Maxine, innamorata di lui. Il sommergibile giapponese comincia a bombardare sistematicamente la ruota panoramica: la ruota della giostra rotola in mare con il povero Claude e il pazzo Herbie, il tank viene affondato e chi c'era dentro finisce in mare. Tutto questo nel bombardamento finale che finisce con la vittoria del sommergibile e il suo ritorno a Tokyo con il capitano Kelso prigioniero. Tutti i superstiti si radunano fino alla mattina dopo alla casa di Ward, che, appendendo una ghirlanda natalizia, dà il colpo di grazia alla propria casa, già semidistrutta, facendola scivolare in mare.

## Ispirazione storica
La storia è parzialmente ispirata alla nevrosi che si sviluppò negli Stati Uniti per un eventuale attacco che i giapponesi avrebbero potuto scagliare contro la costa ovest, in particolare a Los Angeles, creando la diffusione di falsi allarmi e isterie collettive.
L'intera costa pacifica era stata pesantemente militarizzata, con l'installazione di postazioni contraeree e programmando periodiche esercitazioni (prevalentemente nelle ore notturne), l'attuazione dell'oscuramento notturno delle città, al fine di rendere meno visibili eventuali obiettivi degli attacchi, e il coinvolgimento dei civili nel Civil Defense Program (Programma di Difesa Civile, con la diffusione di una serie di norme di sicurezza che la popolazione avrebbe dovuto seguire in caso di attacco nemico).
Dopo l'attacco di Pearl Harbor del 7 dicembre 1941 e la conseguente entrata in guerra degli Stati Uniti, il 23 febbraio 1942 un sottomarino giapponese attaccò i pozzi petroliferi off-shore di Ellwood, vicino a Santa Barbara, in California. Sebbene i danni inferti fossero stati minimi, l'evento ebbe un notevole impatto sull'opinione pubblica, che temette che la guerra potesse colpire da vicino il suolo americano.
Il giorno seguente (nella notte fra il 24 e il 25 febbraio 1942) la contraerea di Los Angeles cominciò a sparare contro un presunto attacco aereo giapponese (e l'evento venne denominato dalla stampa dell'epoca come "la battaglia di Los Angeles"), in cui l'impiego di riflettori, razzi di illuminazione e gli stessi colpi di artiglieria sparati contribuirono ad aumentare la confusione, visto che venivano scambiati per le tracce degli aerei nemici. Solo in seguito si poté appurare che si era trattato di un falso allarme innescato, forse, da un pallone sonda meteorologico.

## Produzione

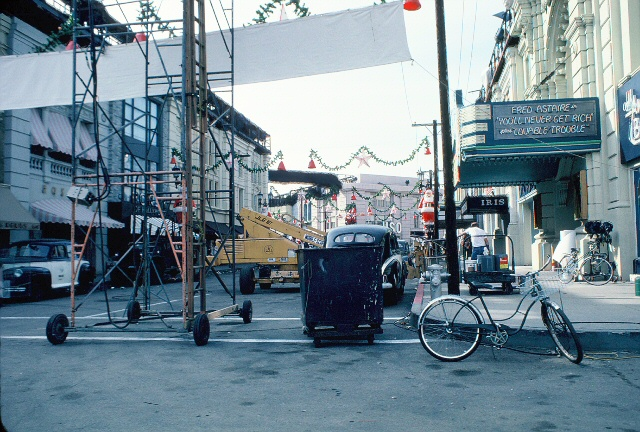
Il set del film negli studi di Burbank (Warner Brothers Studio) nel 1979

In un documentario, Spielberg confessò a Stanley Kubrick che inizialmente il film non doveva essere una commedia ma un dramma, intenzione che con la stesura del copione definitivo non fu più messa in pratica.

### Riprese
In una scena John Belushi cade scivolando sull'ala del proprio aereo: si tratta di un reale incidente capitato all'attore durante le riprese (e che richiese anche un ricovero ospedaliero dell'attore), il cui effetto comico sulla troupe convinse però Spielberg a non rigirare la sequenza.
Le riprese con John Belushi richiesero più giorni del previsto poiché l'attore si presentava spesso ubriaco sul set e dimenticava le battute.

### Cast
La sceneggiatura originale prevedeva per il folle personaggio del pilota Wild Bill Kelso un ruolo ben più marginale; fu ampliato solo in seguito alla candidatura di John Belushi per la parte.
Per il ruolo del generale Stilwell erano stati contattati prima John Wayne, poi Charlton Heston, ma entrambi rifiutarono: addirittura Wayne cercò di convincere Spielberg a non girare il film perché lo considerava antipatriottico.
Nel trailer della pellicola il pilota veniva chiamato Wild Wayne Kelso: quando il film fu girato il nome cambiò in Wild Bill Kelso (nel frattempo John Wayne era morto).

#### Camei
In una scena, Kelso ruba la moto a un soldato ricoperto di polvere: si tratta di John Landis, regista di Animal House e The Blues Brothers.
Nella versione integrale del film (146 min) compare anche Sydney Lassick, rimasto famoso per il ruolo di Charley Cheswick in Qualcuno volò sul nido del cuculo (1975), nella piccola parte di un sarto intento a vendere a Bobby Di Cicco una giacca per la festa al USO.
James Caan fa una breve apparizione, interpretando un marinaio. Un giovanissimo Mickey Rourke compare tra la gente nell'ultima scena con la casa di Ward semidistrutta.

## Distribuzione
Il film è uscito nelle sale statunitensi il 14 dicembre 1979 mentre in Italia uscì il 22 febbraio 1980.

## Autocitazioni
Il film contiene giocose autocitazioni del regista Steven Spielberg: la scena iniziale è un chiaro omaggio a Lo squalo (e infatti è interpretata da Susan Backlinie) e la stazione di servizio che si vede all'inizio è la stessa di Duel. Il film è stato inoltre citato a sua volta: ne I predatori dell'arca perduta: Indiana Jones imita John Belushi che nel finale del film, in piedi su un sommergibile, fa il saluto militare agli amici.

## Riconoscimenti
- 1980 - Premio Oscar
  - Candidatura Miglior fotografia a William A. Fraker
  - Candidatura Migliori effetti speciali a William A. Fraker, A. D. Flowers e Gregory Jein
  - Candidatura Miglior sonoro a Robert Knudson, Robert J. Glass, Don MacDougall e Gene S. Cantamessa